# Emil Schulz (Fußballspieler)
Emil Schulz (Lebensdaten unbekannt) war ein deutscher Fußballspieler.

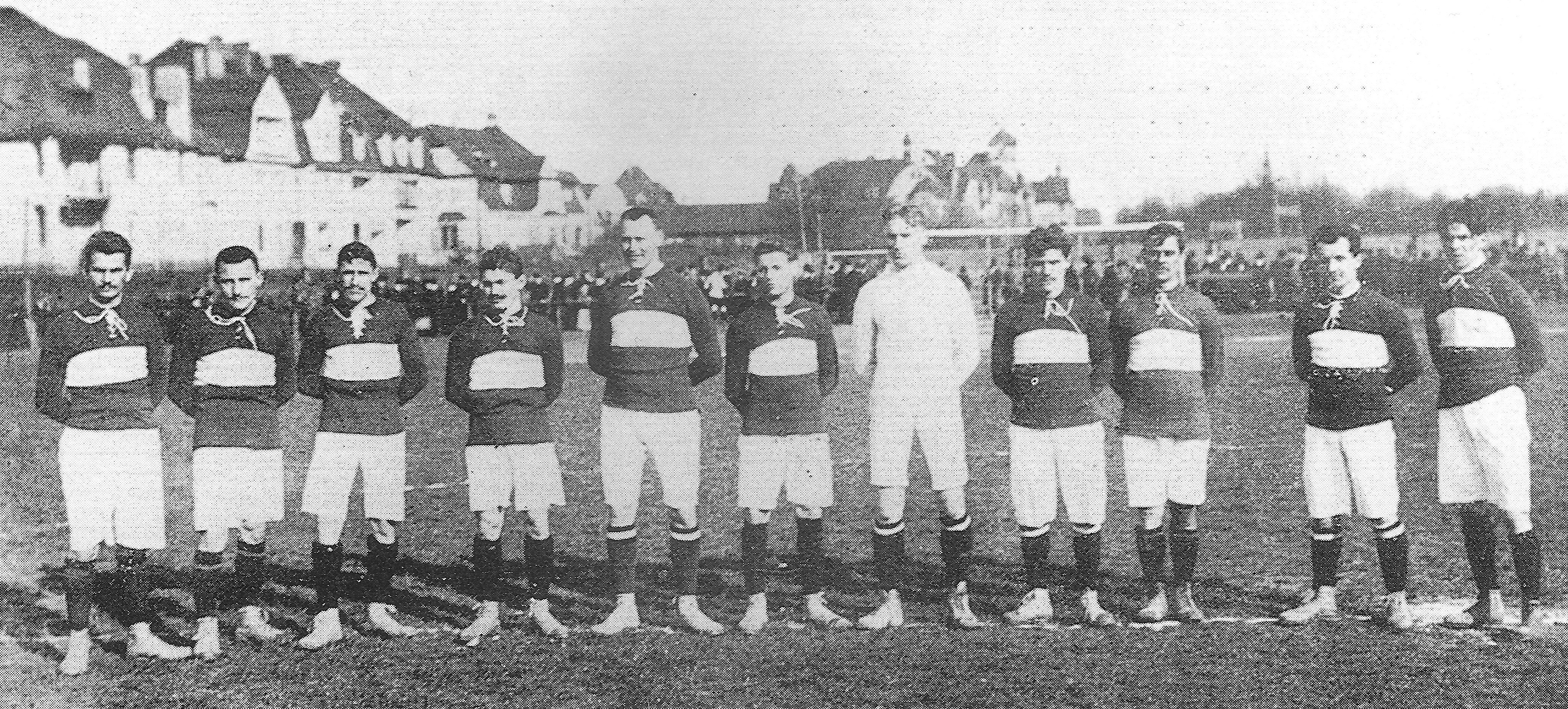
Emil Schulz (4. v. l.)
und Mitspieler des FC Askania Forst im Jahr 1911.

## Karriere
Schulz, Stürmer des FC Askania Forst, bestritt in den vom Südostdeutschen Fußball-Verband organisierten Meisterschaften Punktspiele.
In der in sechs Bezirken ausgetragenen Meisterschaft ging er mit seiner Mannschaft am Saisonende 1910/11 als Meister aus der 1. Klasse im Bezirk Niederlausitz hervor. Infolgedessen nahm er auch an der Endrunde um die Südostdeutsche Meisterschaft teil. Nachdem das am 19. Mai 1911 in Cottbus gegen den SC Preußen Görlitz angesetzte Vorrundenspiel mit 8:0 gewonnen wurde, zog sein Verein über das Halbfinale per Freilos ins Finale ein. Das am 14. April 1911 beim SC Germania Breslau zunächst mit 3:2 gewonnene Spiel wurde aufgrund des Protestes der unterlegenen Mannschaft bezüglich eines Schiedsrichterfehlers nicht gewertet. Das Wiederholungsspiel am 23. April 1911 wurde in Cottbus mit 3:0 gewonnen.
Aufgrund der errungenen Südostdeutschen Meisterschaft war seine Mannschaft auch entsprechend in der Endrunde um die Deutsche Meisterschaft vertreten. Er bestritt einzig das am 7. Mai 1911 mit 2:3 verlorene Viertelfinale, erzielte mit dem Ausgleichstreffer zum 1:1 in der 45. Minute gegen den VfB Leipzig zudem sein einziges Tor.

## Erfolge
- Südostdeutscher Meister 1911
- Bezirksmeister Niederlausitz 1911